# Jeerga (K), Aurad
Jeerga (K) là một làng thuộc tehsil Aurad, huyện Bidar, bang Karnataka, Ấn Độ.